# Xã Sheridan, Quận Huron, Michigan
Xã Sheridan (tiếng Anh: Sheridan Township) là một xã thuộc quận Huron, tiểu bang Michigan, Hoa Kỳ. Năm 2010, dân số của xã này là 712 người.